# Synute pulchella
Synute pulchella är en svampdjursart som beskrevs av Arthur Dendy, 1892. Synute pulchella ingår i släktet Synute och familjen Grantiidae.
Artens utbredningsområde är havet kring Australien. Inga underarter finns listade i Catalogue of Life.